# Aphanolejeunea pocsii
Aphanolejeunea pocsii là một loài Rêu trong họ Lejeuneaceae. Loài này được see Bernecker, Andrea mô tả khoa học đầu tiên năm 1998.